# Saison 2010 de l'équipe cycliste Omega Pharma-Lotto
La saison 2010 de l'équipe cycliste Omega Pharma-Lotto est la sixième de l'équipe. Elle débute en janvier sur le Tour Down Under et se termine en octobre sur le Chrono des Nations. En tant qu'équipe ProTour, elle participe au calendrier de l'UCI ProTour. L'équipe termine à la 7e place du classement mondial UCI.

## Préparation de la saison 2010

### Arrivées et départs
| Arrivées               | Équipe 2009                  |
| ---------------------- | ---------------------------- |
| Jan Bakelants          | Topsport Vlaanderen-Mercator |
| Adam Blythe            | Davo-Lotto-Davitamon         |
| Gerben Löwik           | Vacansoleil                  |
| Daniel Moreno          | Caisse d'Épargne             |
| Jean-Christophe Péraud | Creusot Cyclisme             |
| Jurgen Van Goolen      | Saxo Bank                    |

| Départs           | Équipe 2010                  |
| ----------------- | ---------------------------- |
| Cadel Evans       | BMC Racing                   |
| Bart Dockx        | Landbouwkrediet              |
| Gorik Gardeyn     | Vacansoleil                  |
| Pieter Jacobs     | Topsport Vlaanderen-Mercator |
| Roy Sentjens      | Milram                       |
| Johan Vansummeren | Garmin-Transitions           |

## Bilan de la saison

### Victoires
| Date       | Course                                     | Pays     | Classe | Vainqueur        |
| ---------- | ------------------------------------------ | -------- | ------ | ---------------- |
| 18/04/2010 | Amstel Gold Race                           | Pays-Bas | PT     | Philippe Gilbert |
| 14/05/2010 | 6e étape du Tour d'Italie                  | Italie   | HIS    | Matthew Lloyd    |
| 26/05/2010 | 1re étape du Tour de Belgique              | Belgique | 2.HC   | Philippe Gilbert |
| 30/08/2010 | 3e étape du Tour d'Espagne                 | Espagne  | HIS    | Philippe Gilbert |
| 17/09/2010 | 19e étape du Tour d'Espagne                | Espagne  | HIS    | Philippe Gilbert |
| 30/09/2010 | 1re étape du Circuit franco-belge          | Belgique | 2.1    | Adam Blythe      |
| 02/10/2010 | 3e étape du Circuit franco-belge           | Belgique | 2.1    | Adam Blythe      |
| 04/10/2010 | Classement général du Circuit franco-belge | Belgique | 2.1    | Adam Blythe      |
| 12/10/2010 | Prix national de clôture                   | Belgique | 1.1    | Adam Blythe      |
| 14/10/2010 | Tour du Piémont                            | Italie   | 1.HC   | Philippe Gilbert |
| 16/10/2010 | Tour de Lombardie                          | Italie   | HIS    | Philippe Gilbert |

### Résultats sur les courses majeures
Les tableaux suivants représentent les résultats de l'équipe dans les principales courses du calendrier international (les cinq classiques majeures et les trois grands tours). Pour chaque épreuve est indiqué le meilleur coureur de l'équipe, son classement ainsi que les accessits glanés par Omega Pharma-Lotto sur les courses de trois semaines.

#### Classiques
| Classique            | Milan-San Remo        | Tour des Flandres     | Paris-Roubaix   | Liège-Bastogne-Liège  | Tour de Lombardie      |
| -------------------- | --------------------- | --------------------- | --------------- | --------------------- | ---------------------- |
| Coureur (classement) | Philippe Gilbert (9e) | Philippe Gilbert (3e) | Leif Hoste (8e) | Philippe Gilbert (3e) | Philippe Gilbert (1er) |

#### Grands tours
| Grand tour           | Tour d'Italie                                                                           | Tour de France             | Tour d'Espagne                          |
| -------------------- | --------------------------------------------------------------------------------------- | -------------------------- | --------------------------------------- |
| Coureur (classement) | Francis De Greef (21e)                                                                  | Jurgen Van den Broeck (4e) | Jan Bakelants (17e)                     |
| Accessits            | 1 victoire d'étape, Grand Prix de la montagne et prix de la combativité (Matthew Lloyd) | -                          | 2 victoires d'étapes (Philippe Gilbert) |

### Classement UCI
L'équipe Omega Pharma-Lotto termine à la septième place du Calendrier mondial avec 784 points. Ce total est obtenu par l'addition des points des cinq meilleurs coureurs de l'équipe au classement individuel que sont Philippe Gilbert, 2e avec 437 points, Jurgen Van den Broeck, 26e avec 179 points, Jean-Christophe Péraud, 66e avec 80 points, Jürgen Roelandts, 81e avec 58 points, et Staf Scheirlinckx, 111e avec 30 points,.
| Rang | Coureur                | Points |
| ---- | ---------------------- | ------ |
| 2    | Philippe Gilbert       | 437    |
| 26   | Jurgen Van den Broeck  | 179    |
| 66   | Jean-Christophe Péraud | 80     |
| 81   | Jürgen Roelandts       | 58     |
| 111  | Staf Scheirlinckx      | 30     |
| 124  | Leif Hoste             | 20     |
| 141  | Matthew Lloyd          | 16     |
| 171  | Greg Van Avermaet      | 8      |
| 202  | Jan Bakelants          | 5      |
| 236  | Daniel Moreno          | 2      |
| 240  | Mario Aerts            | 2      |
| 265  | Sebastian Lang         | 1      |
| 270  | Kenny Dehaes           | 1      |
| 275  | Adam Blythe            | 1      |